# Edda Ceccoli
Edda Ceccoli (* 27. Juni 1947 in  Montegiardino) ist eine san-marinesische Politikerin. Sie war vom 1. Oktober 1991 bis zum 1. April 1992 eine der beiden Capitani Reggenti (Staatsoberhäupter) von San Marino.

## Politik
Edda Ceccoli ist Mitglied des Partito Democratico Cristiano Sammarinese (PDCS). 1984 wurde sie Bürgermeisterin (Capitano del Giunte) von Faetano. Ceccoli wurde 1988 in den Consiglio Grande e Generale, das san-marinesische Parlament gewählt. Von 1988 bis 1992 stellte der PDCS zusammen mit dem Partito Comunista Sammarinese (PCS) die Regierung. Für die Wahlperiode vom 1. Oktober 1991 bis 1. April 1992 wurde Edda Ceccoli gemeinsam mit Marino Riccardi (PCS) zum Capitano Reggente, dem Staatsoberhaupt San Marinos gewählt. 1992 schied der PCS aus der Regierung aus und wurde bis zum Ende der Legislaturperiode durch den Partito Socialisto Sammarinese ersetzt. 
In der folgenden Legislaturperiode von 1993 bis 1998 gehörte Ceccoli erneut dem Parlament an. Bei den nächsten drei Parlamentswahlen 1998, 2001 und 2006 kandidierte sie nicht. Von 2000 bis 2002 war sie Segretario Particolare im Gesundheitsministerium.
Von 2005 bis 2007 war Ceccoli Präsidentin des Zentralkomitees (Presidente del Consiglio Centrale) des PDCS. Bei der Parlamentswahl 2008 zog sie wieder ins Parlament ein. Sie wurde Mitglied  im Justizausschuss und übernahm nach dem Ausscheiden von Tito Masi den Vorsitz. Nach dieser Legislaturperiode kandidierte sie nicht mehr fürs Parlament.